# 1942年世界大賽
1942年的世界大賽是由代表美聯的紐約洋基與代表國聯的聖路易紅雀在世界大賽中對決。最後紅雀以4勝1敗擊敗洋基，拿下世界大賽冠軍。這屆世界大賽不僅代表洋基無緣拿下二連霸，也是紅雀開啟1940年代初期王朝的開始。
紅雀在這一年例行賽拿下106勝，至今仍是隊史紀錄。這一年紅雀陣中主力球員除了Harry Gumbert是透過交易補強的球員以外，其餘的先發球員幾乎都是紅雀一手培養的球員。
總教練：Billy Southworth（紅雀）、Joe McCarthy（洋基）。
裁判：Bill Summers（美聯）、（國聯）、（美聯）、George Barr（國聯）。

## 總結
國聯 聖路易紅雀（4）- 美聯 紐約洋基（1）
| 場次 | 比數           | 日期    | 地點       | 觀眾  |
| ---- | -------------- | ------- | ---------- | ----- |
| 1    | 洋基 7，紅雀 4 | 9月30日 | 運動員公園 | 34769 |
| 2    | 洋基 3，紅雀 4 | 10月1日 | 運動員公園 | 34255 |
| 3    | 紅雀 2，洋基 0 | 10月3日 | 洋基體育場 | 69123 |
| 4    | 紅雀 9，洋基 6 | 10月4日 | 洋基體育場 | 69902 |
| 5    | 紅雀 4，洋基 2 | 10月5日 | 洋基體育場 | 69052 |

## 逐場結果

### 第一戰：9月30日
| 紐約洋基                                                                   | 0 | 0 | 0 | 1 | 1 | 0 | 0 | 3 | 2 | 7 | 11 | 0 |
| 聖路易紅雀                                                                 | 0 | 0 | 0 | 0 | 0 | 0 | 0 | 0 | 4 | 4 | 7  | 4 |
| 勝投： 瑞德·拉芬 (1–0) 敗投： 摩特·庫珀 (0–1) 救援成功： 史巴德·錢德勒 (1) |   |   |   |   |   |   |   |   |   |   |    |   |

第一場比賽，洋基派出37歲的老將瑞德·拉芬對決紅雀單季拿下22勝的摩特·庫珀。而拉芬的表現也非常出色，還投出了7.2局的無安打比賽。洋基也在4、5兩局各得1分。
8、9兩局，洋基靠著安打與紅雀的2次守備失誤攻下5分，而拉芬也準備挑戰完投，不過他在2出局後卻接連投出保送和3支安打讓紅雀追至4比7。而洋基也趕快派出史巴德·錢德勒止血，才驚險拿下勝利。

### 第二戰：10月1日
| 紐約洋基                                                                                       | 0 | 0 | 0 | 0 | 0 | 0 | 0 | 3 | 0 | 3 | 10 | 2 |
| 聖路易紅雀                                                                                     | 2 | 0 | 0 | 0 | 0 | 0 | 1 | 1 | X | 4 | 6  | 0 |
| 勝投： Johnny Beazley (1–0) 敗投： 泰尼·邦罕 (0–1) 全壘打： 洋基：查理·凱勒 (8上,2分) 紅雀：無 |   |   |   |   |   |   |   |   |   |   |    |   |

第二場比賽，兩隊都派出單季拿下21勝的投手全力搶勝。而紅雀在第一局就靠著沃克·庫珀的二壘安打取得2比0領先。
在掉了2分之後，邦罕隨即回穩，到前6局都沒有再讓失分擴大。
7局下，Whitey Kurowski擊出三壘安打讓紅雀再添1分。不過8局上，洋基靠著喬·迪馬喬的安打和查理·凱勒的2分砲追平比數。
8局下，紅雀沒有讓洋基開心太久，兩位名人堂球員伊諾斯·史勞特和斯坦·穆休連續安打讓紅雀拿下第4分。而Johnny Beazley也發揮王牌本色，沒有讓洋基再得到分數，順利拿下完投勝。

### 第三戰：10月3日
| 聖路易紅雀                                          | 0 | 0 | 1 | 0 | 0 | 0 | 0 | 0 | 1 | 2 | 5 | 1 |
| 紐約洋基                                            | 0 | 0 | 0 | 0 | 0 | 0 | 0 | 0 | 0 | 0 | 6 | 1 |
| 勝投： Ernie White (1–0) 敗投： 史巴德·錢德勒 (0–1) |   |   |   |   |   |   |   |   |   |   |   |   |

第三場，洋基派出史巴德·錢德勒對決紅雀的Ernie White。錢德勒先發8局，只被擊出3支安打失1分。不過這一分的差距對於White而言就很足夠了，他先發9局完全封鎖洋基打線。
而9局上，伊諾斯·史勞特擊出安打讓紅雀得到第2分保險分，最後紅雀2比0獲勝。

### 第四戰：10月4日
| 聖路易紅雀                                                                                    | 0 | 0 | 0 | 6 | 0 | 0 | 2 | 0 | 1 | 9 | 12 | 1 |
| 紐約洋基                                                                                      | 1 | 0 | 0 | 0 | 0 | 5 | 0 | 0 | 0 | 6 | 10 | 1 |
| 勝投： Max Lanier (1–0) 敗投： Atley Donald (0–1) 全壘打： 紅雀：無 洋基：查理·凱勒 (6下,3分) |   |   |   |   |   |   |   |   |   |   |    |   |

取得2勝的紅雀，派出第一場先發的王牌摩特·庫珀力圖取勝。而紅雀在前三局受到洋基先發Hank Borowy投球壓制後，在第4局擊出6支安打與2次保送，一口氣得到6分逆轉，也把Borowy打退場。
而洋基在6局下終於展開反擊，菲爾·里茲圖和Roy Cullenbine的安打先讓洋基追回一分。而查理·凱勒的3分砲更是直接將庫珀打退場。接替投球的Harry Gumbert也無法維持領先，被洋基小將Jerry Priddy打回追平分。
不過紅雀在7局上馬上要回領先，沃克·庫珀的安打與馬蒂·馬里昂的高飛犧牲打讓紅雀拿下2分領先。9局上，紅雀再拿下1分保險分，比分來到9比6。最後紅雀隊的Max Lanier順利封鎖洋基打線，系列賽3連勝聽牌。

### 第五戰：10月5日
| 聖路易紅雀 | 0 | 0 | 0 | 1 | 0 | 1 | 0 | 0 | 2 | 4 | 9 | 4 |
| 紐約洋基 | 1 | 0 | 0 | 1 | 0 | 0 | 0 | 0 | 0 | 2 | 7 | 1 |
| 勝投： Johnny Beazley (2–0) 敗投： 瑞德·拉芬 (1–1) 全壘打： 紅雀：伊諾斯·史勞特 (4上,1分)、Whitey Kurowski (9上,2分) 洋基：菲爾·里茲圖 (1下,1分) |   |   |   |   |   |   |   |   |   |   |   |   |

退無可退的洋基隊，派出隊上拿下唯一一勝的瑞德·拉芬先發，而紅雀派出拿下系列賽第一勝的Johnny Beazley。
菲爾·里茲圖在1局下就敲出首打席全壘打，而紅雀在4局上靠著伊諾斯·史勞特的全壘打追平比數。
4局下，Red Rolfe擊出安打，並趁著失誤跑上三壘。而喬·迪馬喬再補上一支安打，讓洋基取得2比1領先。
6局上，沃克·庫珀再度跳出來拯救球隊，他擊出高飛犧牲打讓紅雀追平比數。
前8局表現不錯的拉芬，又在第9局出狀況，他被Whitey Kurowski擊出致勝2分砲。而Johnny Beazley再一次拿下完投勝，而紅雀也在先輸一場後拿下四連勝封王。

## 焦點球員

### 紅雀
- Johnny Beazley在世界大賽先發2場，拿下2勝0敗，而且都是完投勝。

- Ernie White在第3場先發9局，只被敲出6支安打無失分，也讓洋基在此系列賽唯一一次被完封。

- Walker Cooper在系列賽的打擊率為2成86，而他在第2場和第4場都在平手時擊出安打讓球隊取得領先。第5場更是在球隊落後時幫助球隊追平比數。

- Whitey Kurowski在系列賽的打擊率為2成67，5分打點為隊上最多。

### 洋基
- 史巴德·錢德勒出賽2場，其中一場先發，總共投了8.1局僅失1分。

- 喬·迪馬喬在系列賽的打擊率為3成33，擊出7支安打。

- Charlie Keller在系列賽敲出2轟，5分打點是隊上最多。

- 菲爾·里茲圖在系列賽敲出8支安打，打擊率3成81為隊上打擊王。

## 文學
美國小說家菲利普·羅斯於2004年出版的小說《The Plot Against America》，故事背景就是選自1942年的世界大賽。

## 外部連結
- Almanac網站上關於1942年世界大賽的頁面（页面存档备份，存于）
- MLB官網裡的1942年世界大賽頁面（页面存档备份，存于）
- Reference網站上關於1942年世界大賽的頁面（页面存档备份，存于）
- 1942年世界大賽逐場比賽結果以及每一球詳細紀錄[]